# Tauródromo
En tauromaquia, se conoce como tauródromo a un espacio longitudinal habilitado para que los toros bravos puedan correr, consiguiendo de esta forma que mejoren su forma física. Fue un invento del ganadero Juan Pedro Domecq para intentar evitar que las reses se cayesen durante los festejos taurinos. Esta innovación fue adaptada posteriormente por numerosas ganaderías y en la actualidad es de uso generalizado.

## Descripción
El primer tauródromo constaba de un trazado de 1,5 km de longitud, en el cual se hacía correr a los toros 3 veces por semana, según la siguiente pauta:
- 400 metros andando como calentamiento
- 1200 metros de carrera a una velocidad de entre 4 y 5 metros por segundo.
- Descanso de 2 minutos
- Un segundo tramo de 1200 metros a la misma velocidad.
- 400 metros andando.

Se realizó una prueba piloto en la cual se comprobó que este tipo de entrenamiento realizado durante un periodo de 6 meses mejoraba la forma física del animal.